# Ramazzottius montivagus
Ramazzottius montivagus är en djurart som tillhör fylumet trögkrypare, och som först beskrevs av Hieronymus Dastych 1983.  Ramazzottius montivagus ingår i släktet Ramazzottius och familjen Hypsibiidae. Inga underarter finns listade i Catalogue of Life.